# Jacob Ramsey
Jacob Matthew Ramsey (Birmingham, 28 de maio de 2001) é um futebolista inglês que atua como meio-campista. Atualmente joga pelo Newcastle, clube da Premier League.
Ramsey é um produto da academia do Aston Villa e, internacionalmente, representou Inglaterra a nível Sub-18, Sub-19, Sub-20 e, atualmente, Sub-21. Em 2020, Jacob foi emprestado ao Doncaster Rovers, onde fez apenas 7 jogos até a temporada 2019–20 da League One ser interrompida devido à pandemia de COVID-19. O seu irmão mais novo, Aaron Ramsey, também é jogador do Aston Villa.

## Carreira

### Aston Villa
Ramsey ingressou na academia do Aston Villa com 6 anos. Costumava ser um dos jogadores mais pequenos da sua faixa etária, pelo que complementava os treinos de futebol com a prática de boxe com o seu pai, ex-pugilista profissional, de forma a ganhar musculatura.
A 15 de janeiro de 2019, Ramsey assinou contrato profissional com o Aston Villa. Jacob ganhou atenção nacional a jogar pelos Sub-18 do Villa na FA Youth Cup de 2018–19, ao bisar nas 2 primeiras rondas do torneio. Na 5ª ronda, a 2 de fevereiro de 2019, recebeu um cartão vermelho aos 3 minutos de jogo, numa derrota por 2–0 para os Sub-18 do Bournemouth. Enquanto cumpria a suspensão pelos Sub-18, Ramsey treinou com a equipa principal do Aston Villa, que se via afetada por uma série de lesões. Em meados de fevereiro, o jovem começou a ser convocado pelo treinador Dean Smith para jogos no Championship. A 16 de fevereiro, Jacob fez a sua estreia profissional, entrando como suplente aos 61 minutos de uma derrota por 2–0 para o West Bromwich Albion.
A 1 de maio de 2019, na cerimónia de final de temporada do Aston Villa, Ramsey foi eleito "Jogador da Academia da Temporada 2018–19".
A 31 de janeiro de 2020, Ramsey renovou contrato por 3 anos e meio pelo Aston Villa e foi imediatamente emprestado ao Doncaster Rovers, da League One, até ao final da temporada 2019–20. A 4 de fevereiro, Jacob fez a sua estreia pelo Doncaster, marcando também os seus 2 primeiros golos como profissional, numa vitória por 3–0 no terreno do Tranmere Rovers. No entanto, a 13 de março, a temporada da League One foi suspensa e, a 9 de junho, cancelada, devido à pandemia de COVID-19 no Reino Unido. Ramsey regressou ao Aston Villa antes do início da temporada 2020–21 da Premier League.
A 15 de setembro de 2020, Ramsey foi pela primeira vez titular pelo Aston Villa, numa vitória por 3–1 sobre o Burton Albion, na EFL Cup. A 28 de setembro, fez a sua estreia na Premier League, entrando como suplente aos 77 minutos de uma vitória por 3–0 no terreno do Fulham. A 12 de dezembro, Jacob foi pela primeira vez titular pelo Villa na liga, numa vitória por 1–0 em casa do rival Wolverhampton Wanderers.
A 9 de fevereiro de 2021, Ramsey renovou contrato por 4 anos e meio pelo Aston Villa.
A 22 de outubro de 2021, Ramsey estreou-se a marcar pelo Aston Villa, através de um "golo de honra" nos último minutos de uma derrota por 3–1 para o Arsenal, na Premier League. A 14 de dezembro, Ramsey marcou o seu segundo golo no campeonato, numa vitória por 2–0 sobre o Norwich City,. O tento foi votado Golo do Mês pelos adeptos do Aston Villa, que também elegeram Jacob para Jogador do Mês do clube. A 15 de janeiro de 2022, Ramsey marcou o seu primeiro golo no Villa Park, num empate por 2–2 frente ao Manchester United. A 9 de fevereiro, o jovem marcou 2 golos num empate por 3–3 contra o Leeds United, o seu primeiro bis na Premier League. A 26 de abril, Ramsey renovou contrato com o Aston Villa até 2027. A 12 de maio, na cerimónia de final de temporada 2021–22 do Villa, Ramsey foi eleito Jovem Jogador da Temporada pelos adeptos e Jogador da Temporada pelos colegas de equipa.
A 6 de novembro de 2022, Ramsey marcou um auto-golo e um golo no mesmo jogo, numa vitória caseira por 3–1 sobre o Manchester United. Após uma época 2022–23 de sucesso, a Premier League atribuiu a Jacob o prémio de Jogador Formado na Academia da Temporada. Na cerimónia de final de temporada do Aston Villa, Ramsey foi eleito Jovem Jogador da Temporada pela 2ª época consecutiva.

## Carreira Internacional
Ramsey representou os Sub-18 de Inglaterra na UAE Sports Chain Cup e na Slovakia Cup, em março e maio de 2019, respetivamente.
A 5 de setembro de 2019, Ramsey fez a sua estreia pelos Sub-19 de Inglaterra, numa vitória por 3–1 sobre a Grécia.
A 13 de outubro de 2020, Ramsey estreou-se e marcou pelos Sub-20 de Inglaterra, numa vitória por 2–0 sobre o País de Gales.
A 7 de outubro de 2021, Ramsey fez a sua estreia pelos Sub-21 de Inglaterra, num empate fora de casa por 2–2 frente à Eslovénia, na qualificação para o Euro Sub-21 de 2023. A 25 de março de 2022, marcou o seu primeiro golo pelos Sub-21, numa vitória por 4–1 sobre Andorra.

## Vida Pessoal
Ramsey nasceu na zona de Great Barr, em Birmingham e frequentou a Barr Beacon School.
Os seus dois irmãos mais novos são também jogadores do Aston Villa: Aaron encontra-se emprestado ao Middlesbrough e Cole faz parte da academia.
O seu pai, Mark, era pugilista profissional, que lutou duas vezes contra o futuro campeão mundial Ricky Hatton no início da sua carreira, perdendo ambos os combates na decisão por pontos.

## Estatísticas de Carreira
- Atualizado até 28 de maio de 2023[38][39]

| Clube                   | Temporada      | Campeonato     | Campeonato | Campeonato | FA Cup | FA Cup | EFL Cup | EFL Cup | Outros | Outros | Total | Total |
| Clube                   | Temporada      | Liga           | Jogos      | Golos      | Jogos  | Golos  | Jogos   | Golos   | Jogos  | Golos  | Jogos | Golos |
| ----------------------- | -------------- | -------------- | ---------- | ---------- | ------ | ------ | ------- | ------- | ------ | ------ | ----- | ----- |
| Aston Villa             | 2018–19        | Championship   | 1          | 0          | 0      | 0      | 0       | 0       | 0      | 0      | 1     | 0     |
| Aston Villa             | 2019–20        | Premier League | 0          | 0          | 1      | 0      | 1       | 0       | —      | —      | 2     | 0     |
| Aston Villa             | 2020–21        | Premier League | 22         | 0          | 0      | 0      | 3       | 0       | —      | —      | 25    | 0     |
| Aston Villa             | 2021–22        | Premier League | 34         | 6          | 1      | 0      | 0       | 0       | —      | —      | 35    | 6     |
| Aston Villa             | 2022–23        | Premier League | 35         | 6          | 1      | 0      | 2       | 0       | —      | —      | 38    | 6     |
| Aston Villa             | Total          | Total          | 92         | 12         | 3      | 0      | 6       | 0       | 0      | 0      | 101   | 12    |
| Doncaster Rovers (emp.) | 2019–20        | League One     | 7          | 3          | —      | —      | —       | —       | —      | —      | 7     | 3     |
| Carreira total          | Carreira total | Carreira total | 99         | 15         | 3      | 0      | 6       | 0       | 0      | 0      | 108   | 15    |

## Títulos
Individual
- Jogador da Academia da Temporada do Aston Villa: 2018–19[8]
- Jovem Jogador da Temporada do Aston Villa: 2021–22,[21] 2022–23[24]
- Jogador da Temporada dos Jogadores do Aston Villa: 2021–22[21]
- Jogador Formado na Academia da Temporada da Premier League: 2022–23[23]